# Comezzano-Cizzago
Comezzano-Cizzago é uma comuna italiana da região da Lombardia, província de Bréscia, com cerca de 2.705 habitantes. Estende-se por uma área de 15 km², tendo uma densidade populacional de 180 hab/km². Faz fronteira com Castelcovati, Castrezzato, Chiari, Corzano, Orzivecchi, Pompiano, Roccafranca, Trenzano.

## Demografia
| Variação demográfica do município entre 1861 e 2011                               |
|                                                                                   |
| Fonte: Istituto Nazionale di Statistica (ISTAT) - Elaboração gráfica da Wikipedia |